# Starkville (Mississippi)
Starkville is een plaats (city) in de Amerikaanse staat Mississippi, en valt bestuurlijk gezien onder Oktibbeha County.

## Demografie
Bij de volkstelling in 2000 werd het aantal inwoners vastgesteld op 21.869.
In 2006 is het aantal inwoners door het United States Census Bureau geschat op 22.638, een stijging van 769 (3.5%).

## Geografie
Volgens het United States Census Bureau beslaat de plaats een oppervlakte van
66,9 km², waarvan 66,5 km² land en 0,4 km² water. Starkville ligt op ongeveer 103 m boven zeeniveau.

## Plaatsen in de nabije omgeving
De onderstaande figuur toont nabijgelegen plaatsen in een straal van 28 km rond Starkville.